# Thung lũng đá xanh
Thung lũng đá xanh (tiếng Nga: Долина синих скал) là một phim tâm lý của đạo diễn Nikolay Krasy, xuất bản lần đầu ngày 7 tháng 2 năm 1957.

## Nội dung
Kĩ sư địa chất Vasily Ruban được cử tới miền Transcarpatia thăm dò khí đốt. Một kĩ sư kì cựu quả quyết rằng ở đây không hề có chút dầu nào, nhưng anh không bỏ cuộc.

## Chế tác

### Sản xuất
- Thiết kế mĩ thuật: Valentin Korolev, Maksim Lipkin
- Âm nhạc: Platon Mayboroda

### Diễn xuất
- Anatoly Verbitsky... Vasily Pavlovich Ruban
- Ninel Podgornaya... Ksenya
- Nikolay Pishvanov... Danilo Chemer
- Pavel Usovnichenko... Nazar Girchak
- Fyodor Radchuk... Stefan Yuryevich Karpeka
- Stefanya Pil... Tereza
- Nikolay Blashchuk... Yevgeny Andreyevich Lagoda
- Leonid Zhukovsky... Maksim Lukyanovich Makushenko
- Ivan Bondar... Nhà địa chất học
- Georgy Farmanyants
- Valentina Kutsenko... Lesya
- Andrey Sova... Kiryusha
- Stepan Zhavoronok